# Julie Gayet
Julie Gayet, född 3 juni 1972 i Suresnes, Hauts-de-Seine, Frankrike, är en fransk skådespelare och filmproducent.

## Biografi
Gayet är dotter till Brice Gayet, professor och chef för bukkirurgin vid Institut Mutual Montsouris. Han var tidigare chef för kliniken vid Lariboisièresjukhuset och föreläsare vid fakulteten Xavier Bichat vid Université Paris-Diderot. Hennes mor är antikhandlare. Hon fick en socialliberal intellektuell uppfostran.  
Gayet studerade konsthistoria och psykologi på universitetet, cirkus på en cirkusskola inom Fratellini-familjen, och klassisk sång under Tosca Marmor. Som 17-åring studerade hon vid Actors Studio i London med Jack Waltzer och fortsatte sedan vid Tania Balachova-skolan i Paris.
Gayet är center-vänsteraktivist, efter att ha medverkat i en video som stödde François Hollande under franska presidentvalet 2012. Hon var också medlem i stödkommittén för socialistpartiets kandidat, Anne Hidalgo, till borgmästarvalet i Paris 2014. Hon stöder också samkönade äktenskap i Frankrike.
År 2013 började rykten cirkulera om att Gayet hade en hemlig relation med president Hollande. Den 10 januari 2014 publicerades ett reportage i en tabloidtidning på närmare sju sidor med påstådda avslöjanden och bilder om affären, vilket medförde en bredare mediabevakning. I november 2014 fotograferades hon med Hollande i Elyséepalatsets trädgård och det visade sig att hennes affär med Hollande pågick. Paret gifte sig den 4 juni 2022.

## Karriär

### Skådespel
Gayet gjorde sin skådespelardebut 1992 i ett avsnitt av den franska TV-serien Premiers baisers, och fick sin första filmroll som en biroll i Three Colors: Blue (1993), men hennes första mer betydande roll var i komedin Delphine en, Yvan 0 (1996) av Dominique Farrugia.

### Sång
Hennes musikaliska framträdanden är sånginslag i videofilmer för Benjamin Biolay och en duettsång med Marc Lavoine.

### Filmproduktion
År 2007 grundade Gayet ett eget produktionsbolag, Rouge International, tillsammans med Nadia Turincev och producerade filmer som Fix me av palestiniern Raed Andoni och Bonsai av chilenaren Cristian Jimenez. 

### Filmregi
År 2013 regisserade Gayet, tillsammans med Mathieu Busson, dokumentären Cineast(e)s om 20 franska kvinnliga regissörer.

## Priser
- Prix Romy Schneider för sin roll i Select Hotel, 1997.[15]
- Bästa europeiska skådespelerska för Select Hotel, Bryssel International Film Festival 1997. [16]
- Bästa skådespelerska vid Tokyo International Film Festival för 8 fois Debout, 2009.

## Filmografi

### Film
| År   | Titel                                               | Roll                     | Noter                                                                                   |
| ---- | --------------------------------------------------- | ------------------------ | --------------------------------------------------------------------------------------- |
| 1993 | Three Colors: Blue                                  | Biroll                   |                                                                                         |
| 1993 | The Little Apocalypse                               |                          |                                                                                         |
| 1993 | À la belle étoile                                   | Hannah                   |                                                                                         |
| 1994 | 3000 scénarios contre un virus                      |                          |                                                                                         |
| 1994 | L'Histoire du garçon qui voulait qu'on l'embrasse   | En flicka på tunnelbanan |                                                                                         |
| 1995 | De 101 nätterna                                     | Camille Miralis          |                                                                                         |
| 1996 | Sélect Hôtel                                        | Nathalie                 | Prix Romy Schneider Bästa europeiska skådespelare Brussels International Film Festival. |
| 1996 | Delphine 1, Yvan 0                                  | Delphine Saban           |                                                                                         |
| 1996 | Les Deux Papas et la Maman                          | Sophie                   |                                                                                         |
| 1996 | Les Menteurs                                        | Lisa                     |                                                                                         |
| 1998 | Sentimental Education                               | Clare                    |                                                                                         |
| 1998 | Ça ne se refuse pas                                 | Marlène Kardelian        |                                                                                         |
| 1998 | Le Plaisir (et ses petits tracas)                   | Véra                     |                                                                                         |
| 1999 | Paddy                                               | Paddy                    |                                                                                         |
| 1999 | Why Not Me?                                         | Eva                      |                                                                                         |
| 2000 | La Confusion des Genres                             | Babette                  |                                                                                         |
| 2000 | Les Gens qui s'aiment                               | Winnie                   |                                                                                         |
| 2000 | Nag la bombe                                        | Rosine, la serveuse      |                                                                                         |
| 2001 | Vertiges de l'amour                                 | Jeanne                   |                                                                                         |
| 2002 | Après la pluie, le beau temps                       | Rose Bonbon              |                                                                                         |
| 2002 | Novo                                                | Julie                    |                                                                                         |
| 2002 | Un monde presque paisible                           | Madame Andrée            |                                                                                         |
| 2002 | Chaos and Desire                                    | Catherine                |                                                                                         |
| 2002 | Ma Caméra et moi                                    | Lucie                    |                                                                                         |
| 2003 | Lovely Rita, sainte patronne des cas désespérés     | Rita                     |                                                                                         |
| 2004 | Ce qu'ils imaginent                                 | Sarah                    |                                                                                         |
| 2004 | Clara et moi                                        | Clara                    |                                                                                         |
| 2005 | Camping à la ferme                                  | The judge                |                                                                                         |
| 2005 | Bab el web                                          | Laurence                 |                                                                                         |
| 2006 | A Woman in Winter                                   | Caroline                 |                                                                                         |
| 2006 | Le Lièvre de Vatanen                                | Olga                     |                                                                                         |
| 2006 | Min bäste vän                                       | Catherine                |                                                                                         |
| 2006 | De particulier à particulier                        | Sophie                   |                                                                                         |
| 2007 | Shall We Kiss?                                      | Émilie                   |                                                                                         |
| 2007 | Les Fourmis rouges                                  | Anne                     |                                                                                         |
| 2008 | Childhoods                                          | Fritz Langs mor          |                                                                                         |
| 2009 | 8 fois debout                                       | Elsa                     | Bästa skådespelare - Tokyo International Film Festival                                  |
| 2009 | Eleanor's Secret                                    | Mom (röst)               |                                                                                         |
| 2010 | Sans laisser de traces                              | Clémence                 |                                                                                         |
| 2010 | Pièce montée                                        | Laurence                 |                                                                                         |
| 2010 | L'Apprenti Père Noël                                |                          |                                                                                         |
| 2011 | L'Art de séduire                                    | Hélène                   |                                                                                         |
| 2011 | The Shape of Art to Come                            |                          |                                                                                         |
| 2011 | Carré blanc                                         | Marie                    |                                                                                         |
| 2011 | Practical Guide to Belgrade with Singing and Crying | Sylvie                   |                                                                                         |
| 2012 | After                                               | Julie                    |                                                                                         |
| 2012 | Au cas où je n'aurais pas la palme d'or             | Julia                    |                                                                                         |
| 2012 | Nos plus belles vacances                            | Isabelle                 |                                                                                         |
| 2013 | Les Âmes de papier                                  | Emma                     |                                                                                         |
| 2013 | [Quai d'Orsay                                       | Valérie Dumontheil       |                                                                                         |
| 2015 | Jailbirds                                           | Nadège Rutter            |                                                                                         |
| 2016 | We Are Family                                       | Sophie                   |                                                                                         |

### TV
| År   | Titel                          | Roll                            | Noter                 |
| ---- | ------------------------------ | ------------------------------- | --------------------- |
| 1992 | Premiers baisers               |                                 | TV-serie, ett avsnitt |
| 1994 | Ferbac                         |                                 | TV-serie, ett avsnitt |
| 1994 | La Vie de Marianne             | Mademoiselle de Fare            |                       |
| 1997 | Maître Da Costa                |                                 | TV-serie, ett avsnitt |
| 2001 | Sang d'encre                   | Monica                          |                       |
| 2004 | Bien agités !                  | Diane                           |                       |
| 2004 | 3 garçons, 1 fille, 2 mariages | Camille                         |                       |
| 2005 | Les Rois maudits               | Isabella av Frankrike           | Miniserie             |
| 2006 | Le Rainbow Warrior             | Dominique Prieur                |                       |
| 2007 | La Légende des trois clefs     | Béatrice Sancier                |                       |
| 2007 | Elles et Moi                   | Florence de Montellier          |                       |
| 2010 | Famille décomposée             | Doris                           |                       |
| 2010 | Clandestin                     | Sophie                          |                       |
| 2011 | V comme Vian                   | Michelle Vian                   |                       |
| 2011 | Amoureuse                      | Iona Gorrigan                   |                       |
| 2011 | J'étais à Nüremberg            | Marie-Claude Vaillant-Couturier |                       |
| 2012 | Emma                           | Irène                           |                       |
| 2013 | Odysseus                       | Helen of Troy                   |                       |
| 2013 | Alias Caracalla                | Madame Moret                    |                       |
| 2014 | Ça va passer... Mais quand ?   | Sophie                          |                       |
| 2015 | Dix pour cent                  | Sig själv                       | TV-serie, ett avsnitt |

### Kortfilmer
| År   | Titel                       | Roll | Noter |
| ---- | --------------------------- | ---- | ----- |
| 1996 | Sans transition             |      |       |
| 1996 | Vive le cinéma !            |      |       |
| 1996 | 15 sans billets             |      |       |
| 1997 | Pédagogie                   |      |       |
| 1997 | Play                        |      |       |
| 1998 | Je ne veux pas être sage    |      |       |
| 1998 | Baby Blues                  |      |       |
| 2003 | Rêver                       |      |       |
| 2006 | Un secret derrière la porte |      |       |
| 2007 | Fin                         |      |       |
| 2009 | Le Petit Homme bleu         |      |       |
| 2009 | Une dernière cigarette      |      |       |
| 2009 | De plaisir                  |      |       |